# Europese kampioenschappen kunstschaatsen 1970
De Europese Kampioenschappen kunstschaatsen zijn wedstrijden die samen een jaarlijks terugkerend evenement vormen, georganiseerd door de Internationale Schaatsunie (ISU).
De kampioenschappen van 1970 vonden plaats van 4 tot en met 8 februari in de Sportpaleis Joebilejny in Leningrad. In 1911 vond het EK voor de mannen hier (toen Sint-Petersburg geheten in toen nog het Keizerrijk Rusland) ook plaats. Het was de tweede keer dat de EK kampioenschappen in de Sovjet-Unie plaatsvonden, het EK van 1965 vond plaats in Moskou.
Voor de mannen was het de 62e editie, voor de vrouwen en paren was het de 34e editie en voor de ijsdansers de zeventiende editie.

## Historie
De Duitse en Oostenrijkse schaatsbond, verenigd in de "Deutscher und Österreichischer Eislaufverband", organiseerden zowel het eerste EK Schaatsen voor mannen als het eerste EK Kunstschaatsen voor mannen in 1891 in Hamburg, in toen nog het Duitse Keizerrijk, nog voor het ISU in 1892 werd opgericht. De internationale schaatsbond nam in 1892 de organisatie van het EK kunstschaatsen over. In 1895 werd besloten voortaan het WK kunstschaatsen te organiseren en kwam het EK te vervallen. In 1898, na twee jaar onderbreking, vond toch weer een herstart plaats van het EK kunstschaatsen.
De vrouwen en paren zouden vanaf 1930 jaarlijks om de Europese titel strijden. De ijsdansers streden vanaf 1954 om de Europese titel in het kunstschaatsen.

## Deelname
Er namen deelnemers uit vijftien landen deel aan deze kampioenschappen. Zij vulden 77 startplaatsen in de vier disciplines in.
Voor Nederland nam debutante Lia Does in het vrouwentoernooi deel.
(Tussen haakjes het totaal aantal startplaatsen over de disciplines.)
| Sovjet-Unie (11) Duitse Democratische Republiek (10) Tsjecho-Slowakije (8) West-Duitsland (7) Verenigd Koninkrijk (6) | Hongarije (6) Frankrijk (5) Polen (5) Zwitserland (5) Italië (4) | Oostenrijk (4) Roemenië (2) Zweden (2) Joegoslavië (1) Nederland (1) |

## Medaille verdeling
Bij de mannen prolongeerde Ondrej Nepela de Europese titel. Het was zijn vijfde medaille, van 1966-1968 werd hij derde. De nummer twee van 1969, Patrick Péra, eindigde ook dit jaar op plaats twee, het was zijn tweede medaille. De nummer drie, Günter Zöller, stond voor het eerst op het erepodium bij de Europese Kampioenschappen kunstschaatsen.
Bij de vrouwen prolongeerde de Oost-Duitse Gabriele Seyfert de Europese titel, het was haar derde titel, in 1967 behaalde ze haar eerste Europese overwinning. Het was haar vijfde medaille, in 1966 en 1968 werd ze tweede. De nummer drie van 1968 en 1969, Beatrix Schuba, eindigde dit jaar op de tweede plaats, het was haar derde medaille. De nummer drie, Zsuzsa Almássy, stond voor de tweede keer op het erepodium bij de Europese Kampioenschappen kunstschaatsen, ook in 1967 werd ze derde.
Bij de paren prolongeerde het Sovjet paar Irina Rodnina / Aleksej Oelanov de Europese titel, het was hun tweede medaille. Hun landgenoten, het debuterende paar Ljoedmila Smirnova / Andrej Soerajkin eindigden op de tweede plaats. Het Oost-Duitse paar Heidemarie Steiner / Heinz Ulrich Walther op plaats drie stonden voor de derde keer op het Europese erepodium, in 1967 en 1968 werden ze ook derde.
Bij het ijsdansen veroverde het Sovjet paar Lyudmila Pakhomova / Alexandr Gorshkov voor de eerste keer de Europese titel, zij stonden voor de tweede keer op het erepodium, in 1969 werden ze derde. Zowel het West-Duitse paar Angelika Buck / Erich Buck op plaats twee als het Sovjet paar Tatjana Voitiuk / Viacheslav Zhigalin op plaats drie stonden voor het eerst op het erepodium bij het EK Kunstschaatsen.
| Discipline | Goud                                   | Zilver                                | Brons                                     |
| ---------- | -------------------------------------- | ------------------------------------- | ----------------------------------------- |
| Mannen     | Ondrej Nepela                          | Patrick Péra                          | Günter Zöller                             |
| Vrouwen    | Gabriele Seyfert                       | Beatrix Schuba                        | Zsuzsa Almássy                            |
| Paren      | Irina Rodnina / Aleksej Oelanov        | Ljoedmila Smirnova / Andrej Soerajkin | Heidemarie Steiner / Heinz Ulrich Walther |
| IJsdansen  | Lyudmila Pakhomova / Alexandr Gorshkov | Angelika Buck / Erich Buck            | Tatjana Voitiuk / Viacheslav Zhigalin     |

## Uitslagen
| #      | naam (deelname)         | land                                    | pc |
| ------ | ----------------------- | --------------------------------------- | -- |
| Goud   | Ondrej Nepela (6)       | Vlag van Tsjechië                       |    |
| Zilver | Patrick Péra (5)        | Vlag van Frankrijk                      |    |
| Brons  | Günter Zöller (6)       | Vlag van Duitse Democratische Republiek |    |
| 4      | Sergei Chetverukhin (6) | Vlag van Sovjet-Unie                    |    |
| 5      | Sergei Volkov (3)       | Vlag van Sovjet-Unie                    |    |
| 6      | Haig Oundjian (2)       | Vlag van Verenigd Koninkrijk            |    |
| 7      | Yuri Ovchinnikov (2)    | Vlag van Sovjet-Unie                    |    |
| 8      | Gunter Anderl (5)       | Vlag van Oostenrijk                     |    |
| 9      | Jan Hoffmann (3)        | Vlag van Duitse Democratische Republiek |    |
| 10     | Daniel Honer (4)        | Vlag van Zwitserland                    |    |
| 11     | Jacques Mrozek (3)      | Vlag van Frankrijk                      |    |
| 12     | John Curry              | Vlag van Verenigd Koninkrijk            |    |
| 13     | Ralf Richter            | Vlag van Duitse Democratische Republiek |    |
| 14     | Klaus Grimmelt (2)      | Vlag van Duitsland                      |    |
| 15     | Zdenek Pazdirek         | Vlag van Tsjechië                       |    |
| 16     | Jozef Zidek             | Vlag van Tsjechië                       |    |
| 17     | Laszlo Vajda            | Vlag van Hongarije                      |    |
| 18     | Stefano Bargauan        | Vlag van Italië                         |    |
| 19     | Didier Gailhaguet       | Vlag van Frankrijk                      |    |
| 20     | Thomas Callerud (3)     | Vlag van Zweden                         |    |
| 21     | Piotr Roszko            | Vlag van Polen (1928-1980)              |    |
| 22     | Gheorghe Fazekas (2)    | Vlag van Roemenië (1965-1989)           |    |
| 23     | Zoran Matas             | Vlag van Joegoslavië (1943-1992)        |    |

| #      | naam (deelname)       | land                                    | pc     |
| ------ | --------------------- | --------------------------------------- | ------ |
| Goud   | Gabriele Seyfert (9)  | Vlag van Duitse Democratische Republiek |        |
| Zilver | Beatrix Schuba (4)    | Vlag van Oostenrijk                     |        |
| Brons  | Zsuzsa Almássy (6)    | Vlag van Hongarije                      |        |
| 4      | Rita Trapanese (5)    | Vlag van Italië                         |        |
| 5      | Elisabeth Nestler (4) | Vlag van Oostenrijk                     |        |
| 6      | Patricia Ann Dodd (3) | Vlag van Verenigd Koninkrijk            |        |
| 7      | Elena Alesandrova     | Vlag van Sovjet-Unie                    |        |
| 8      | Ludmila Bezakova (2)  | Vlag van Sovjet-Unie                    |        |
| 9      | Sonja Morgenstern (3) | Vlag van Duitse Democratische Republiek |        |
| 10     | Eileen Zillmer (2)    | Vlag van Duitsland                      | 2      |
| 11     | Charlotte Walter (3)  | Vlag van Zwitserland                    |        |
| 12     | Alla Korneva          | Vlag van Sovjet-Unie                    |        |
| 13     | Frances Waghorn (3)   | Vlag van Verenigd Koninkrijk            |        |
| 14     | Liana Drahová (2)     | Vlag van Tsjechië                       |        |
| 15     | Simone Grafe          | Vlag van Duitse Democratische Republiek |        |
| 16     | Cinzia Frosio         | Vlag van Italië                         |        |
| 17     | Lia Does              | Vlag van Nederland                      |        |
| 18     | Marion von Cetto      | Vlag van Duitsland                      |        |
| 19     | Zsofia Wagner (2)     | Vlag van Hongarije                      |        |
| 20     | Miroslava Novak (2)   | Vlag van Polen (1928-1980)              |        |
| 21     | Anita Johansson       | Vlag van Zweden                         |        |
| 22     | Beatrice Hustiu       | Vlag van Roemenië (1965-1989)           |        |
| -      | Joëlle Cartaux        | Vlag van Frankrijk                      | t.z.t. |

| #      | naam (deelname)                                 | land                                    | pc |
| ------ | ----------------------------------------------- | --------------------------------------- | -- |
| Goud   | Irina Rodnina (3) Aleksej Oelanov (3)           | Vlag van Sovjet-Unie                    |    |
| Zilver | Ljoedmila Smirnova Andrej Soerajkin             | Vlag van Sovjet-Unie                    |    |
| Brons  | Heidemarie Steiner (5) Heinz Ulrich Walther (7) | Vlag van Duitse Democratische Republiek |    |
| 4      | Galina Karelina Georgij Proskurin (4)           | Vlag van Sovjet-Unie                    |    |
| 5      | Almut Lehmann Herbert Wiesinger (4)             | Vlag van Duitsland                      |    |
| 6      | Anette Kansy Axel Salzmann                      | Vlag van Duitse Democratische Republiek |    |
| 7      | Manuela Groß (2) Uwe Kagelmann (2)              | Vlag van Duitse Democratische Republiek |    |
| 8      | Brunhilde Bassler Eberhard Rausch               | Vlag van Duitsland                      |    |
| 9      | Janina Poremska (5) Piotr Sczypa (5)            | Vlag van Polen (1928-1980)              |    |
| 10     | Dana Fialova (2) Josef Tuma (3)                 | Vlag van Tsjechië                       |    |
| 11     | Mona Szabo (5) Peter Szabo (5)                  | Vlag van Zwitserland                    |    |
| 12     | Grazyna Osmanska (2) Adam Brodecki (2)          | Vlag van Polen (1928-1980)              |    |
| 13     | Evelyn Scharf (2) Wilhelm Bietak (8)            | Vlag van Oostenrijk                     |    |
| 14     | Karin Kunzle Christian Kunzle                   | Vlag van Zwitserland                    |    |
| 15     | Eva Farkas Tamas Korpas                         | Vlag van Hongarije                      |    |

| #      | naam (deelname)                             | land                                    | pc |
| ------ | ------------------------------------------- | --------------------------------------- | -- |
| Goud   | Lyudmila Pakhomova Aleksandr Gorschkow      | Vlag van Sovjet-Unie                    |    |
| Zilver | Angelika Buck (4) Erich Buck (4)            | Vlag van Duitsland                      |    |
| Brons  | Tatiana Voitiuk (2) Viacheslav Zhigalin (2) | Vlag van Sovjet-Unie                    |    |
| 4      | Annerose Baier (6) Eberhard Rüger (6)       | Vlag van Duitse Democratische Republiek |    |
| 5      | Susan Getty (2) Roy Bradshaw (2)            | Vlag van Verenigd Koninkrijk            |    |
| 6      | Jelena Zjarkova (2) Gennadi Karponossov (2) | Vlag van Sovjet-Unie                    |    |
| 7      | Hilary Green Glyn Watts                     | Vlag van Verenigd Koninkrijk            |    |
| 8      | Ilona Berecz (5) Istvan Sugar (5)           | Vlag van Hongarije                      |    |
| 9      | Teresa Weyna (3) Pietr Bojanczyk (3)        | Vlag van Polen (1928-1980)              |    |
| 10     | Elisabeth Bugiel Michel Bouttier            | Vlag van Frankrijk                      |    |
| 11     | Matilde Ciccia Lamberto Ceserani            | Vlag van Italië                         |    |
| 12     | Astrid Kopp Axel Kopp                       | Vlag van Duitsland                      |    |
| 13     | Krisztina Regoczy Andras Sallay             | Vlag van Hongarije                      |    |
| 14     | Svetlana Marinovova Milos Bursik            | Vlag van Tsjechië                       |    |
| 15     | Eva Sklenska Jan Gresek                     | Vlag van Tsjechië                       |    |
| 16     | Tatiana Grossen Alessandro Grossen          | Vlag van Zwitserland                    |    |

Medaillewinnaars

Mannen · 
Vrouwen ·
Paren · 
IJsdansen

Toernooi

1891 · 
1892 · 
1893 · 
1894 · 
1895 · 
1896-1897 · 
1898 · 
1899 · 
1900 · 
1901 · 
1902-1903 · 
1904 · 
1905 · 
1906 · 
1907 · 
1908 · 
1909 · 
1910 · 
1911 · 
1912 · 
1913 · 
1914 · 
1915-1921 · 
1922 · 
1923 · 
1924 · 
1925 · 
1926 · 
1927 · 
1928 · 
1929 · 
1930 · 
1931 · 
1932 · 
1933 · 
1934 · 
1935 · 
1936 · 
1937 · 
1938 · 
1939 ·
1940-1946 · 
1947 · 
1948 · 
1949 · 
1950 · 
1951 · 
1952 · 
1953 · 
1954 · 
1955 · 
1956 · 
1957 · 
1958 · 
1959 · 
1960 · 
1961 · 
1962 · 
1963 · 
1964 · 
1965 · 
1966 · 
1967 · 
1968 · 
1969 · 
1970 · 
1971 · 
1972 · 
1973 · 
1974 · 
1975 · 
1976 · 
1977 · 
1978 · 
1979 · 
1980 · 
1981 · 
1982 · 
1983 · 
1984 · 
1985 · 
1986 · 
1987 · 
1988 · 
1989 · 
1990 · 
1991 · 
1992 · 
1993 · 
1994 · 
1995 ·
1996 · 
1997 · 
1998 · 
1999 · 
2000 · 
2001 · 
2002 · 
2003 · 
2004 · 
2005 · 
2006 ·
2007 ·
2008 ·
2009 ·
2010 ·
2011 ·
2012 ·
2013 ·
2014 ·
2015 ·
2016 ·
2017 ·
2018 ·
2019 ·
2020 ·
2021 · 
2022 · 
2023 · 
2024 · 
2025

WK kunstschaatsen ·
WK kunstschaatsen junioren ·
Viercontinentenkampioenschap ·
Olympische Spelen